# Hans-Martin Barth
Hans-Martin Barth (* 17. Dezember 1939 in Erlangen) ist ein deutscher evangelisch-lutherischer Theologe und Altpräsident des Evangelischen Bundes. Er war seit 1981 Professor für Systematische Theologie und Religionsphilosophie am Fachbereich Evangelische Theologie der Philipps-Universität in Marburg und wurde 2005 emeritiert.

## Leben
Barth studierte Theologie in Erlangen, Heidelberg sowie Rom (Facoltà Valdese di Teologia und Pontificia Universitas Gregoriana) und an der Harvard Divinity School, Cambridge, Mass., USA. Er promovierte 1965 mit der Dissertation Der Teufel und Jesus Christus in der Theologie Martin Luthers und wurde 1966 in der Evangelisch-Lutherischen Landeskirche in Bayern zum Pfarrer ordiniert. Seine Habilitation erfolgte 1971 mit der Arbeit Atheismus und Orthodoxie. Analysen und Modelle christlicher Apologetik im 17. Jahrhundert. Von 1976 bis 1978 war er Professor für Systematische Theologie in Erlangen, 1978 bis 1981 an der Justus-Liebig-Universität in Gießen. Ab 1981 hatte er einen Lehrstuhl für Systematische Theologie und Religionsphilosophie am Fachbereich Evangelische Theologie der Philipps-Universität Marburg inne. 2005 wurde Barth emeritiert.

## Schwerpunkte
Barth forschte außer zu dogmatischen Themen vor allem zur Theologie Martin Luthers, zu ökumenischer Theologie und Spiritualität sowie dem interreligiösen Dialog. Am Marburger Fachbereich Evangelische Theologie gründete er die Forschungsstelle Ökumenische Theologie (24 Arbeitsberichte 1982–2004). Gastdozenturen an der Facoltà Valdese di Teologia in Rom (seit 1971) und am Istituto di Studi Ecumenici di San Bernardino, Verona, später Venedig (seit 1982) und an der Martin Luther University in Yong-in, Korea. Von 1997 bis 2009 war er Präsident des Evangelischen Bundes in Bensheim/Bergstraße. Zusammen mit Reinhard Frieling Herausgeber der Ökumenischen Studienhefte in der Buchreihe Bensheimer Hefte (1993 bis 2008, 14 Bände). Barth initiierte die Marburger Internationalen Rudolf Otto-Symposien (1993 bis 2005). Gastaufenthalte an der Otani-University in Kyoto 2001 und 2003. Seit 1987 Mitglied der Académie Internationale des Sciences Religieuses, Brüssel.

Hans-Martin Barths Theologie ist geprägt durch den Versuch, dogmatische Aussagen auf ihren spirituellen Gehalt hin zu untersuchen und sie so für die Verkündigung der Kirche wie auch für den einzelnen Glaubenden als hilfreich zu erschließen. Dies geschieht im Kontext anthropologischer Einsichten sowie ökumenischer Erfahrungen mit vor allem römisch-katholischen und orthodoxen Traditionen. Daraus resultiert auch die Auseinandersetzung mit nichtchristlichen Religionen. Barths Dogmatik (2001) bringt alle Einzelthemen zu jeweils entsprechenden Aussagen in Judentum, Islam, hinduistischen und buddhistischen Traditionen in Beziehung. 2009 legte er ein Buch zur Theologie Martin Luthers aus kritischer systematisch-theologischer Perspektive vor. 2013 folgte eine Auseinandersetzung mit Konfessionslosigkeit und Areligiosität.

## Auszeichnungen
Für seine Förderung der Öffnung der evangelischen Theologie für den Dialog mit anderen Religionen, sowie seine Forschung und Lehre um die ökumenische Verständigung zwischen den christlichen Kirchen und Konfessionen, verlieh 2018 die Theologische Fakultät der Universität Basel  Hans-Martin Barth die Ehrendoktorwürde.

## Veröffentlichungen (Auswahl)
- Der Teufel und Jesus Christus in der Theologie Martin Luthers. Göttingen 1967 (FKDG 19)
- Atheismus und Orthodoxie. Analysen und Modelle christlicher Apologetik im 17. Jahrhundert. Göttingen 1971
- Theorie des Redens von Gott. Voraussetzungen und Bedingungen theologischer Artikulation. Göttingen 1972
- Wohin – woher mein Ruf? Zur Theologie des Bittgebets. München 1981
- Einander Priester sein. Allgemeines Priestertum in ökumenischer Perspektive. Göttingen 1990
- Dogmatik. Evangelischer Glaube im Kontext der Weltreligionen. Gütersloh 2008, 3. Auflage (2001)
- Die Theologie Martin Luthers. Eine kritische Würdigung. Gütersloh 2009 (englisch: Fortress Press, Minneapolis/USA 2013; koreanisch: Christian Literature Society of Korea, Seoul 2015)
- Authentisch glauben. Impulse zu einem neuen Selbstverständnis des Christentums. Gütersloh 2010
- Konfessionslos glücklich. Auf dem Weg zu einem religionstranszendenten Christsein. Gütersloh 2013
- Mit Farbe spielen. Marburg 2015
- Das Vaterunser. Inspiration zwischen Religionen und säkularer Welt. Gütersloh 2016
- Selbstfindung und christlicher Glaube, München 2017
- ca. 300 Artikel zu Dogmatik, Theologiegeschichte, Luther, Ökumene, Spiritualität, Religionskritik und interreligiösem Dialog. Einzelne Artikel übersetzt ins Englische, Italienische, Spanische, Griechische, Polnische, Koreanische, Japanische.